# Herb gminy Krzeszyce
Herb gminy Krzeszyce – jeden z symboli gminy Krzeszyce

## Wygląd i symbolika
Herb przedstawia na tarczy dzielonej w słup w polu lewym zielonym złoty kłos zboża, natomiast w polu prawym srebrny krzyż maltański na czerwonym tle (nawiązanie do zakonu joannitów).